# Vitali Matsitski
Vitali Matsitski este un om de afaceri rus, care deține compania metalurgică Vimetco, precum și exploatări lemnoase din Siberia, și un studio rusesc de film.